# 森憩斗
森 憩斗（もり けいと、1998年12月19日 - ）は、日本の女優ダンサー（元：子役）。東京都出身。

## 出演

### 舞台・ミュージカル
- ごめんね、龍馬（2010年）
- 足長おじさん（2011年）
- 真夏の夜の夢（2011年）
- アリババとモルギアナ王女（2011年）
- Gang（2011年）
- 丸美屋食品ミュージカル アニー（2012年、青山劇場）
- 丸美屋食品ミュージカル アニー -全国4カ所
- アニー クリスマスコンサート（2012年、2013年、青山劇場）
- 赤毛のアン（2013年、東京国際フォーラム ホールC）
- アニー（2014年）
- ダンスレボリューションホントのワタシ（2014年）
- 丸美屋食品ミュージカルアニークリスマスコンサート  (2014年)
- TAPDO! 劇場版13（2015年、銀座博品館劇場）
- 魔法先生ネギま！ 〜お子ちゃま先生は修行中！〜（2018年7月12日 - 16日、AiiA 2.5 Theater Tokyo）柿崎美砂 役[1]
- 舞台「けものフレンズ」2～ゆきふるよるのけものたち～（2018年11月8日 - 18日、品川プリンスホテル クラブeX）ハクトウワシ 役
- 舞台「ウマ娘 プリティーダービー」〜Sprinters’ Story〜（2023年1月15日 - 1月29日、ステラボール）

### CM
- ECC、（2007年）
- ベネッセWeb、（2008年）
- ソフトバンク　学割ってる　シリーズ　(2017)

### イベント
- 北区民商まつり、(2009年)

### スチール
- JAグループ/みんなの良い食プロジェクトポスター、(2009年)

### ラジオ
- 中央酪農会議、(2011年)